# Yoannis Lahzi Gaid
Yoannis Lahzi Gaid (en árabe: يوأنس لحظي جيد), (El Cairo, Egipto, 1975) es un sacerdote católico copto y canonista egipcio.
En su juventud entró en el Seminario Católico Copto de El Cairo, donde realizó sus estudios eclesiásticos y finalmente fue ordenado sacerdote de la Iglesia católica copta para el Patriarcado copto de Alejandría en Egipto. Más tarde se trasladó a Italia donde estudió y se especializó en Derecho canónico en la ciudad de Roma. Seguidamente tras finalizar sus estudios en el año 2007, comenzó a trabajar en la Secretaría de Estado de la Santa Sede en la cual desempeñó diversas funciones.
Luego, entró en el Servicio diplomático y fue destinado a trabajar en las Nunciaturas Apostólicas de Bagdad (Irak) y de Amán (Jordania), ostentando el cargo de encargado de negocios.
Posteriormente regresó a la Secretaría de Estado y a su vez empezó a colaborar con el papa en las audiencias generales de los miércoles solía leer el resumen de las catequesis en árabe y además hacia de intérprete a la hora de recibir a las delegaciones y jefes de Estado que hablan esa lengua. Cabe destacar que Yoannis es políglota ya que habla con fluidez los idiomas árabe, español (lengua natal del pontífice) italiano, inglés y francés.
El día 1 de julio de 2011, el papa Benedicto XVI le otorgó el título honorífico eclesiástico de Capellán de Su Santidad, concediéndole el tratamiento de Monseñor (Mons).
Monseñor Gaid, desde hace unos meses ha pasado a vivir en la Domus Sanctae Marthae (más conocida como Residencia o Casa de Santa Marta) de la Ciudad del Vaticano al igual que el papa Francisco, siendo el lugar donde ambos se conocieron y desde entonces es uno de sus grandes colaboradores, siendo destacado por ser la primera vez que un papa elige a un sacerdote de un rito católico oriental de lengua árabe.
Tras el nombramiento de Alfred Xuereb como secretario en asuntos económicos, el primer secretario personal del papa Francisco pasó a ser Monseñor Fabián Pedacchio desde abril de 2014 siendo Mons. Yoannis Gaid el segundo secretario personal del papa. ocupando el lugar de Pedacchio.

## Título
- Capellán de Su Santidad, 1 de julio de 2011, otorgado por Benedicto XVI.